# Danville (Iowa)
Pour les articles homonymes, voir Danville.
Danville est une ville du comté de Des Moines, en Iowa, aux États-Unis. Elle est incorporée le 27 septembre 1902.

## Source de la traduction
- (en) Cet article est partiellement ou en totalité issu de l’article de Wikipédia en anglais intitulé « Danville, Iowa » (voir la liste des auteurs).